# CIAT (Unternehmen)
CIAT S.A. (für Compagnie Industrielle d'Applications Thermiques) ist ein französischer Hersteller im Bereich der Klimatechnik mit Sitz in Culoz (Département Ain, zwischen Lyon und Genf).

## Porträt
Die Gesellschaft fing ursprünglich im Bereich der Wärmetauscher an und ist im Laufe der Zeit auch in den Bereichen Heizung, Lüftung und Klimaanlagen tätig geworden. 
Im Jahre 2010 zählte CIAT über 2200 Beschäftigte (davon 1500 in Rhône-Alpes und 400 in Andalusien) und erzielte einen Umsatz von 272 Millionen Euro. Die Gruppe unterhält 9 Werke, davon in 6 Frankreich, sowie je eins in Spanien, Italien und China. Durch sein Netz an Tochtergesellschaften und Vertriebspartnern ist CIAT in über 70 Ländern tätig, u. a. in Frankreich, Spanien, Belgien und den Ländern des Maghreb.

## Geschichte
Die Gründung von CIAT mit Jean Falconnier als Präsidenten erfolgte 1934; 1984 übernahm sein Sohn, Jean-Louis Falconnier, die Leitung der Unternehmensgruppe. Nach dem Tod von Jean-Louis Falconnier, übernahm dessen Bruder, Jean-Pierre Falconnier, die Leitung.
2014 wurde CIAT von dem amerikanischen Unternehmen UTC übernommen.
| \| \|                       |
| Hauptsitz von CIAT in Culoz |
|                             |